# Galkhaíta
La galkhaíta es un mineral de la clase de los minerales sulfuros. Fue descubierta en 1972 en yacimientos de la localidad de Gal-Khaya, en la república de Sajá (Rusia), de ahí su nombre.

## Características químicas
Es una mezcla de sulfoarseniuro y sulfoantimoniuro de metales de cesio y mercurio, con algo de talio, cobre y cinc.
Además de los elementos de su fórmula, suele llevar como impurezas: hierro o selenio.

## Formación y yacimientos
Es un raro mineral, que puede encontrarse en depósitos hidrotermales de minerales de oro y mercurio.
Suele encontrarse asociado a otros minerales como: estibina, rejalgar, pirita, oropimente, getchellita o fluorita.